# Palmadusta diluculum
Espèce
Palmadusta diluculum est une espèce de mollusques gastéropodes marins appartenant à la famille des Cypraeidae. C'est un coquillage assez commun.

## Description et caractéristiques
C'est un petit coquille mesurant généralement de 1,3 à 3,2 cm. Sa longueur maximale est de 3,6 cm. 

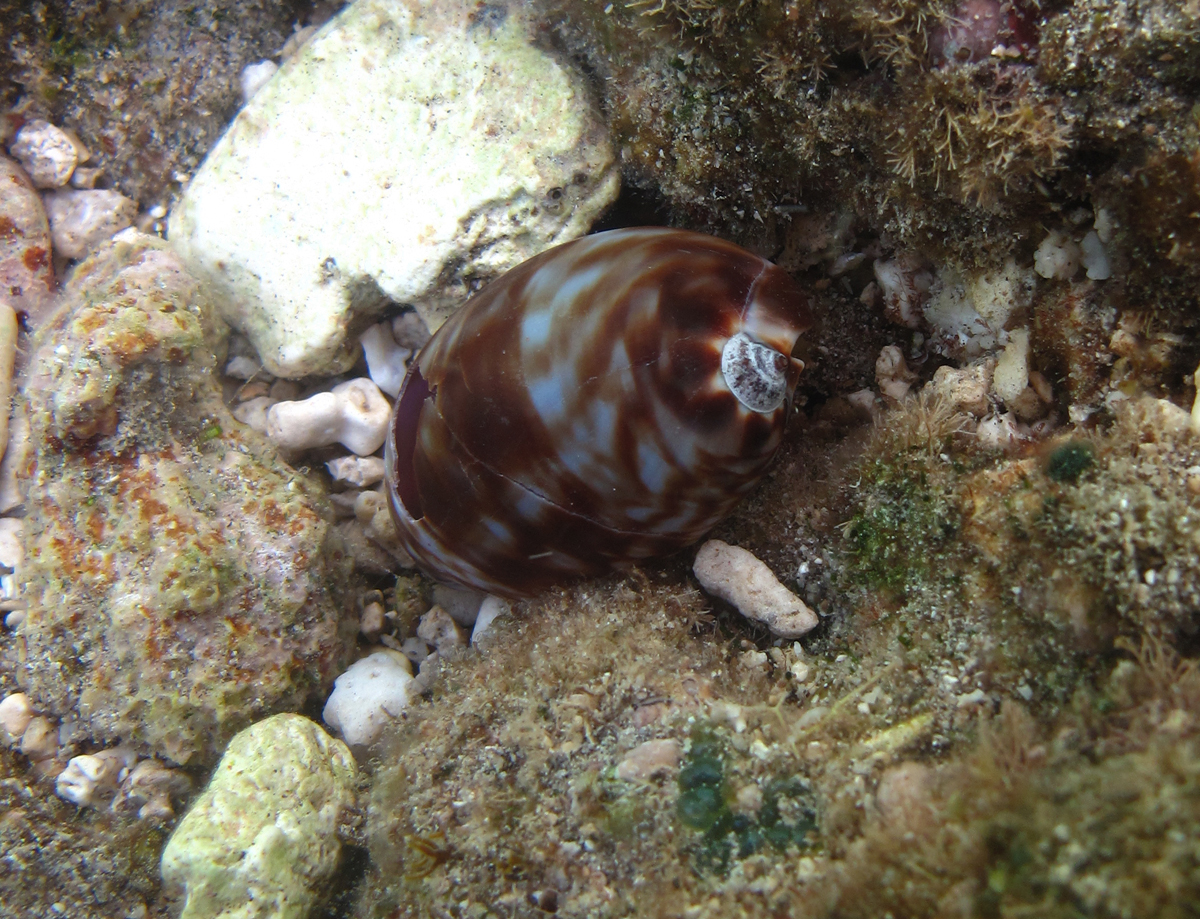
in situ
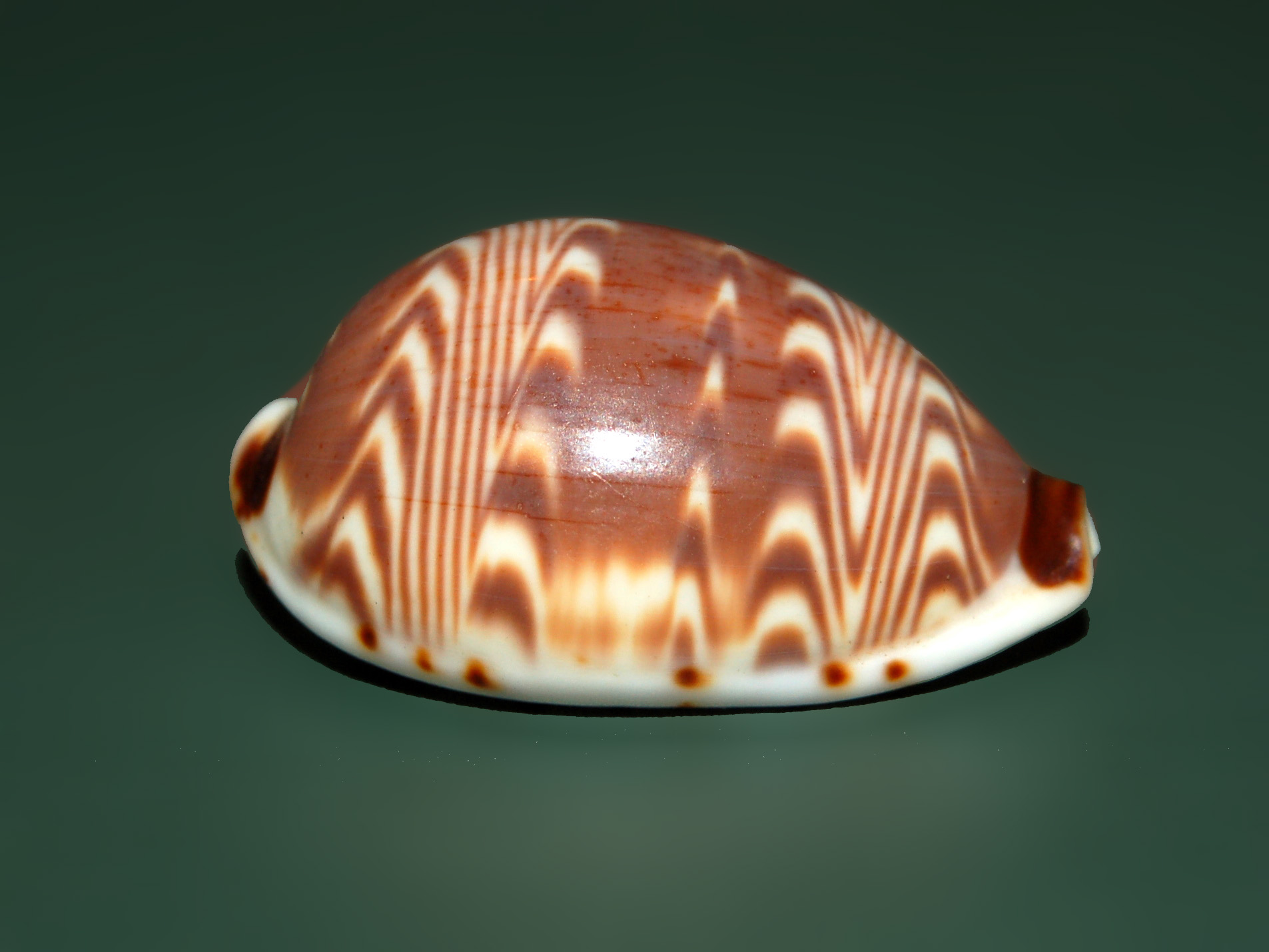
Coquille

## Habitat et répartition
On trouve cet animal le long de la côte est de l’Afrique, au Sri Lanka et dans les Mascareignes à faible profondeur, abrité sous les pierres et les coraux morts.

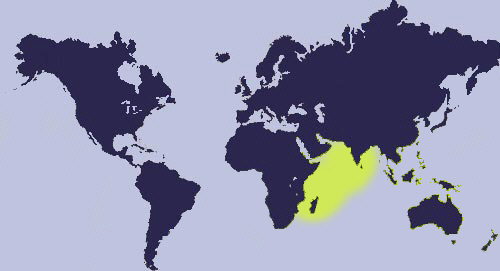
Carte de répartition.

Ce coquillage est caractérisé par ses bandes longitudinales en zigzag.

## Liste des sous-espèces
Selon Catalogue of Life (10 janvier 2016) :
- sous-espèce Palmadusta diluculum diluculum (Reeve, 1845)
- sous-espèce Palmadusta diluculum virginalis Schilder & Schilder, 1938